# 控球后卫
控球後衛（英語：Point guard），簡稱“控衛”或“控後”，俗稱“一號位置”，有時也稱組織後衛，是籃球比赛陣容中的一個固定位置。控球後衛是全隊進攻的組織者，這個位置要求球員具有良好的傳球技術和敏銳的比賽觀察能力，透過對球的控制來決定在適當的時機傳球給適合的球員。
人們往往通過助攻次數而不是得分的高低來衡量一名控球後衛的成功與否。
因此，一個優秀的控球後衛即使得分是0也沒有關係，因為他要想盡辦法將隊上其餘4個位置的進攻火力最大化。
同時，控球後衛需運用大腦將自身球隊的防守能力體現到極致，需熟知各種籃球動作，戰術的基本原理，以便持續做出一些正確的決策，指揮球隊的防守
自身防守上，一個優秀的控球後衛應該要特別會也要能充分限制得分後衛的投籃命中率，甚至選擇不讓其投外線
優秀的控球後衛，優秀的球隊，應該要想盡一切辦法讓對方的得分為0，球隊想當然會贏得比賽。
進攻模式就是在對手得分之後，由控球後衛從底線運球，開始一輪新的進攻。